# Brzezinki (Jelcz-Laskowice)
Brzezinki (deutsch: Birksdorf) ist ein Ort in der Stadt- und Landgemeinde Jelcz-Laskowice im Powiat Oławski in der Woiwodschaft Niederschlesien in Polen.

## Geographie
Das Straßendorf Brzezinki liegt acht Kilometer nordöstlich von Jelcz-Laskowice (Jeltsch-Laskowitz),  22 Kilometer nordöstlich von  Oława (Ohlau) und rund 33 Kilometer südöstlich von Breslau in der Nizina Śląska (Schlesische Tiefebene). Es ist von weitläufigen Waldgebieten umgeben. Nachbarort ist im Osten Grędzina (Trattaschine).

## Geschichte
Der Ort wurde Mitte des 18. Jahrhunderts, wohl 1753, als Kolonie gegründet und 1762 erstmals in einem Kirchenbuch als Birksdorf erwähnt. 1783 zählte der Ort 19 Gärtnerstellen und 100 Einwohner.
Nach der Neugliederung Preußens gehörte die Landgemeinde Birksdorf ab 1815 zur Provinz Schlesien und war ab 1816 dem Landkreis Ohlau eingegliedert, mit dem es bis 1945 verbunden blieb. 1874 wurde der Amtsbezirk Laskowitz gebildet, dem die Landgemeinden Birksdorf, Daupe, Groß Duppine, Laskowitz, Quallwitz und Trattaschine sowie die Gutsbezirke Daupe, Forst, Duppine und Laskowitz eingegliedert wurden. 1885 wurden 225 Einwohner gezählt. 1933 waren es 190 und 1939 179 Einwohner.
Als Folge des Zweiten Weltkriegs fiel Birksdorf wie fast ganz Schlesien 1945 an Polen, wurde in Brzezinki umbenannt und der Woiwodschaft Breslau angegliedert. Die deutsche Bevölkerung wurde, soweit sie nicht vorher geflohen war, weitgehend vertrieben. Die neu angesiedelten Bewohner waren zum Teil Heimatvertriebene aus Ostpolen, das an die Sowjetunion gefallen war. Seit 1999 gehört Brzezinki zum Powiat Oławski der Woiwodschaft Niederschlesien.

## Sehenswürdigkeiten
- Friedhof mit erhaltenen deutschen Grabmälern